# フェニックス大橋

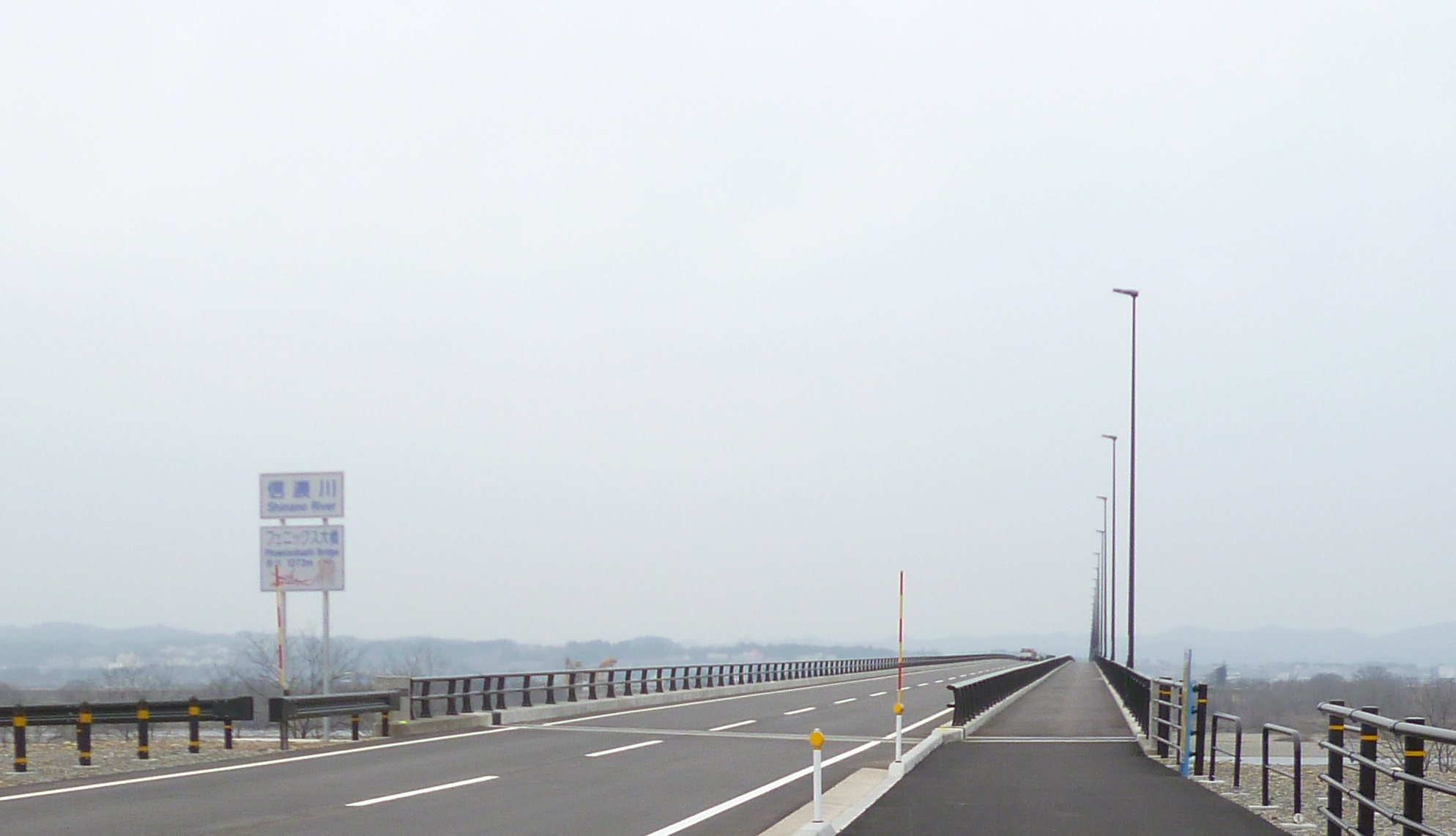
東詰

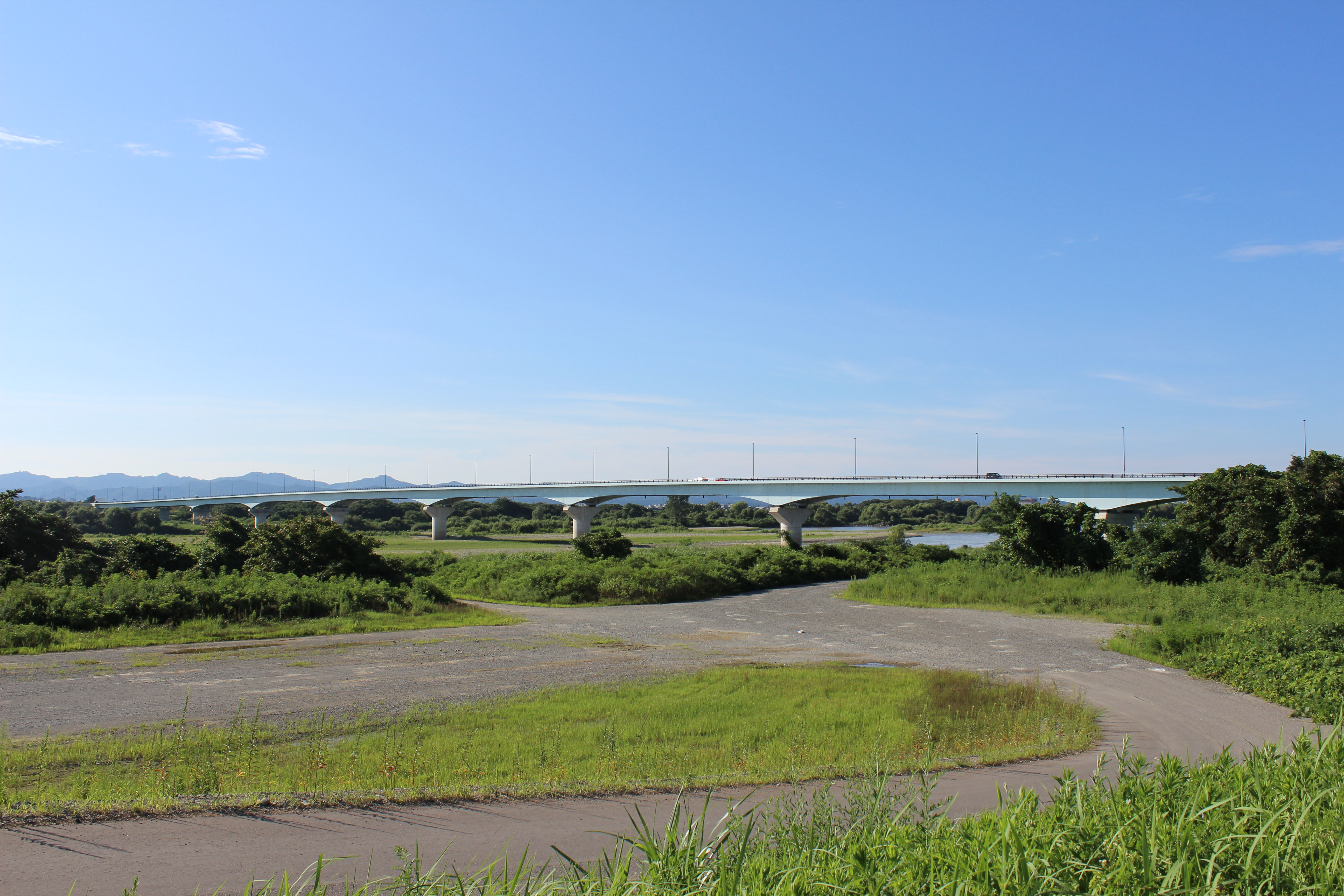
上流方向右岸から望む

フェニックス大橋（フェニックスおおはし）は、新潟県長岡市の信濃川と渋海川に架かる国道404号長岡東西道路の橋長1272 m（メートル）の桁橋。
長岡市の都市計画道路ならびに地域高規格道路「長岡東西道路」の区間として建設が進められ、長岡市の信濃川に架かる道路橋梁として大手大橋以来28年ぶりに2013年（平成25年）11月24日に開通した。

## 概要
東詰側の長岡市大宮町から、西詰側の同市下山町に至る、橋長1272 m、全幅13.250 mの桁橋。橋梁下流側に信濃川と渋海川の合流点があるため、信濃川橋梁と渋海川橋梁が土工部を挟んで連続する構造となっており、内訳は信濃川橋梁が橋長870 mの鋼11径間連続非合成細幅箱桁橋、土工部が69 m、渋海川橋梁が橋長333 mの鋼8径間連続少数鈑桁橋である。
信濃川（千曲川）に架橋される道路橋梁としては長野県・新潟県を通じて最長の橋梁である。完成4車線だが、供用開始より当面の間は下流側に架橋される1期線の橋梁を使用した暫定2車線で供用を開始し、1期線橋梁は下流側に自転車歩行者道を備えた構造となっている。。
P3 - P8の橋脚基礎には、ニューマチックケーソン工法が採用されている。
本橋の開通により、近接する、長生橋・越路橋の交通量および混雑が減少した。
当橋梁の上流側のうち、信濃川には信越本線の信濃川橋梁、そのすぐ上流に新潟県道23号柏崎高浜堀之内線の越路橋が、渋海川には国道351号の永盛橋が、下流側には国道351号の長生橋が、それぞれ架橋されている。

## 諸元
- 活荷重 - B活荷重
- 形式 - 鋼11径間連続非合成細幅箱桁橋（信濃川橋梁）および鋼8径間連続少数鈑桁橋（渋海川橋梁）
- 橋長 - 1272.000 m
  - 信濃川橋梁 - 870.000 m
  - 土工部 - 69.000 m
  - 渋海川橋梁 - 333.000 m
- 支間割
  - 信濃川橋梁 - (63.400 m + 7×87.000 m + 2×70.000 m + 54.700 m)
  - 渋海川橋梁 - (43.700 m + 3×45.000 m + 2×44.500 m + 32.000 m + 30.700 m)
- 幅員
  - 総幅員 - 13.250 m
  - 有効幅員 - 12.250 m
  - 車道幅員 - 8.750 m

  - 歩道幅員 - 3.500 m
- 橋脚 - 張出式橋脚
- 橋台 - 逆T式橋台
- 床版 - 合成床版（信濃川橋梁）
- 施工 - JFEエンジニアリング（信濃川橋梁）、日鉄トピーブリッジ（渋海川橋梁）
- 架設工法 - トラッククレーンベント工法・クローラクレーンベント工法（信濃川橋梁）

## 歴史
都市計画道路「長岡東西道路」は1977年（昭和52年）に都市計画決定された、国道17号（長岡東バイパス）から長岡市川東地域南部の宮内駅北側を経て信濃川、渋海川を渡り、当時開発事業が開始された川西地域丘陵部の「長岡ニュータウン」を経由して国道8号に至る、延長約10 kmの幹線街路である。信濃川と渋海川を横断する道路橋梁は計画決定後、当時の市長によって「ニュータウンブリッジ」の仮称が付けられ
、旧市域の川東地域と川西地域を連絡する5番目の橋として着工が待たれたものの、第二次オイルショックの発生や長岡ニュータウンの開発停滞などもあって、着工までには紆余曲折を経ることとなった。
この間、川東と川西の間を連絡する4橋梁のうち、市街地に架かる長生橋、長岡大橋の両橋梁は年々渋滞や混雑が激しくなり、さらに両橋梁の間には1985年（昭和60年）に大手大橋が開通したものの、当時は暫定2車線だったこともあって増大する交通量を捌き切ることができず、円滑な道路交通を確保する必要性が生じ始めた。特に長生橋の上流側に掛かる橋梁は約5 km上流の越路橋しかないため、川東側の宮内地区、川西側の西地区は両岸間を行き来する場合、前述の各橋梁へ大きく迂回しなければならなかった。
こうした中、長岡東西道路は1994年（平成6年）12月16日付で地域高規格道路の計画路線に、翌1995年（平成7年）8月23日付で全線のうち約6 kmが調査区間に指定された。これを受けて長岡市は新潟県、建設省北陸地方建設局（当時、現在の国土交通省北陸地方整備局に該当する）の三者による「長岡東西道路計画協議会」を構成し、整備区間の指定に向け、ルート選定や整備方法などの調査を実施した。

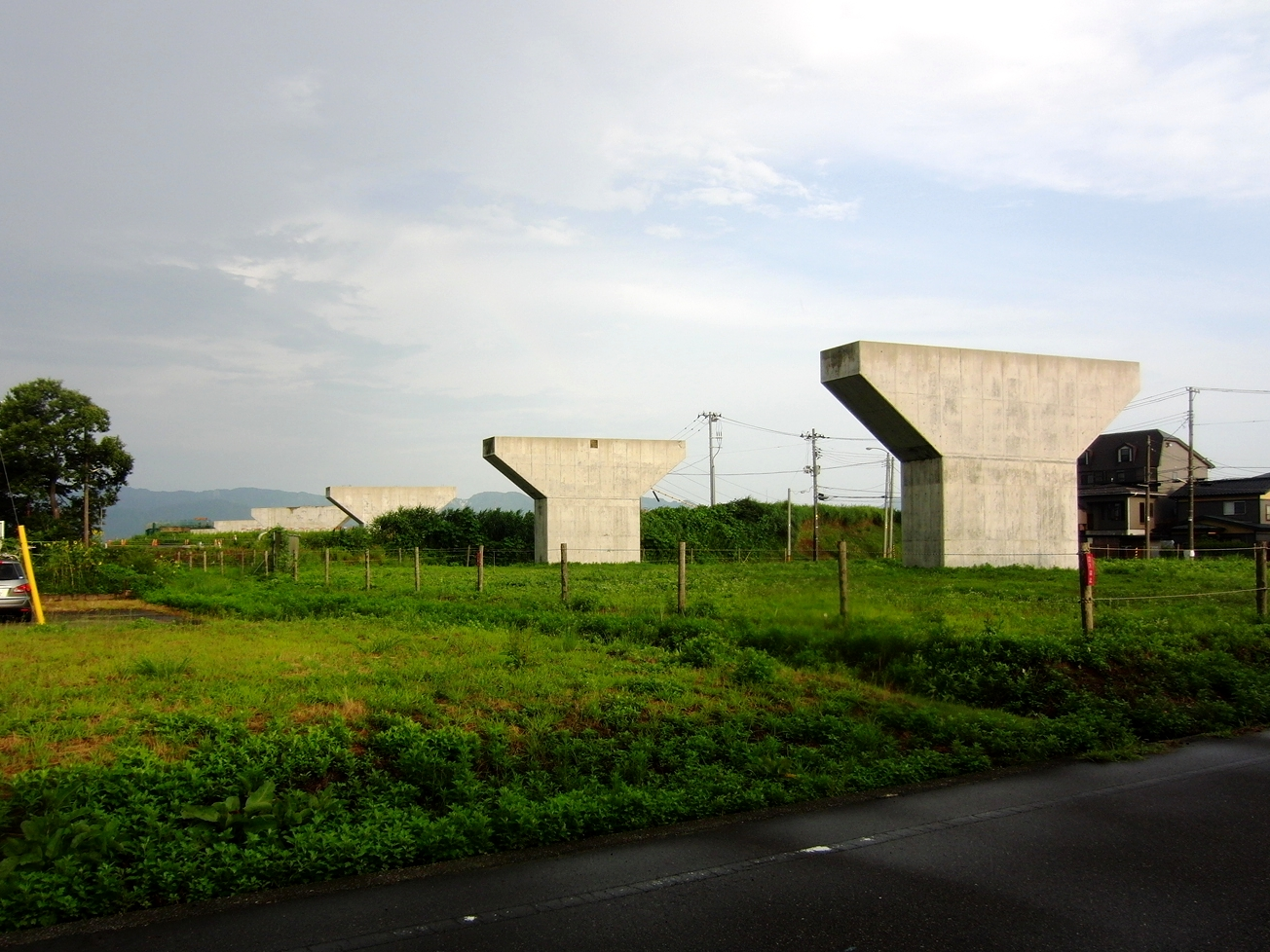
建設中のフェニックス大橋（2011年8月 新潟県長岡市下山）

このうち長岡市要町から同市西津町に至る延長3.3kmの区間が1997年（平成9年）9月10日付で整備区間に指定され、新橋梁の着工が決定。新潟県は長岡東西道路のうち、地域高規格道路の調査区間に該当する延長6.03 kmの区間について1999年（平成11年）3月9日付で都市計画決定した。この区間は国道404号の区間として、地上部は新潟県が建設事業を行うことになったが、橋梁部に該当する延長1.3 kmの区間は県や長岡市が単独で事業を行えないため、国の直轄事業として国土交通省北陸地方整備局長岡国道事務所が権限を代行して施工を行うことが2006年（平成18年）に決まり、2007年（平成19年）10月に着工。長岡市が左岸側で計画を進めていた都市計画道路「左岸バイパス」（長岡市道西幹線81号）と併せて一体的に整備されることになった。
建設事業においては「長岡東西道路橋梁（信濃川橋梁・渋海川橋梁）」を仮称として使用していたが、2012年（平成24年）6月21日に開催された「長岡東西道路橋梁名称選定委員会」第1回会合において橋梁名の公募を実施する方針が決まり、8月1日から10月21日までの間に実施した一般公募では、全国から合計5475点の名称案が寄せられた。これを受けて11月21日に同委員会の第2回会合が開催され、選定委員の渡辺誠介・長岡造形大学准教授、長岡市出身の元水泳選手・中村真衣、橋梁両岸の中学生らから成る10人の選考委員が協議した結果、名称は「フェニックス大橋」に全会一致で決定した。長岡市の市章はフェニックス（不死鳥）を模ったもので、長岡市が1945年（昭和20年）の長岡空襲、2004年（平成16年）の新潟県中越地震など、過去の災禍から不死鳥の如く甦ってきた姿を重ねつつ、末永く発展するよう願いが込められている。
2013年（平成25年）11月24日に開通式を執り行い、同日15時30分から供用を開始した。なお、同日には、長岡市の川西地区を縦断する左岸バイパスも開通した。